# Zhengzhou
Zhengzhou (chinois : 郑州 ; pinyin : Zhèngzhōu ; EFEO : Tcheng-Tchéou) est la capitale de la province du Henan, en république populaire de Chine. Elle est considérée comme une des huit grandes anciennes capitales de la Chine. Elle possède le statut de ville-préfecture.

## Géographie
Zhengzhou est une grande ville située au centre de la Chine, elle est située au sud de la Grande plaine de Chine du Nord et du cours inférieur du Fleuve Jaune.
Zhengzhou est aussi située au carrefour de deux lignes de chemin de fer majeures (les lignes Longhai et Jingguang) qui en font une ville au trafic ferroviaire très important.

## Histoire
La ville a une histoire très ancienne, qui date d'environ 3 600 ans. Elle était l'une des villes principales dans l'histoire chinoise, et notamment des dynasties Xia, Shang, ou encore Han.
La ville est reliée au réseau de chemin de fer dès 1903 par une ligne en direction d'Hankou.

## Politique et administration
Le maire de la ville est Ma Yi (马懿) depuis 2011.

### Subdivisions administratives
La ville-préfecture de Zhengzhou exerce sa juridiction sur douze subdivisions - six districts, cinq villes-districts et un xian :
- le district de Zhongyuan - 中原区 Zhōngyuán Qū ;
- le district d'Erqi - 二七区 Èrqī Qū ;
- le district hui de Guancheng - 管城回族区 Guǎnchéng huízú Qū ;
- le district de Jinshui - 金水区 Jīnshuǐ Qū ;
- le district de Shangjie - 上街区 Shàngjiē Qū ;
- le district de Huiji - 惠济区 Huìjì Qū ;
- la ville de Xinzheng - 新郑市 Xīnzhèng Shì ;
- la ville de Dengfeng - 登封市 Dēngfēng Shì ;
- la ville de Xinmi - 新密市 Xīnmì Shì ;
- la ville de Gongyi - 巩义市 Gǒngyì Shì ;
- la ville de Xingyang - 荥阳市 Xíngyáng Shì ;
- le xian de Zhongmu - 中牟县 Zhōngmù Xiàn.

## Économie
Zhengzhou est une très importante ville industrielle en croissance rapide et compte plusieurs zones spécialisées :
- Zhengzhou High and New Technology Industries Development Zone
- Zhengzhou Economic and Technological Development Zone
- Zhengzhou Airport Economic Zone (ZAEZ) où sont implantés 15 producteurs de smartphones, qui en font le plus important site de production de smartphones dans le monde (12,5% de la production mondiale). La ZAEZ compte également des entreprises des secteurs de l'informatique, des biotechnologies, de l'aéronautique et du commerce en ligne[3].

Les principales entreprises de Zhengzhou sont :
- Foxconn : cette usine spécialisée dans la fabrication des iPhone — elle est surnommée « iPhone City » — a été mise en service en 2010 et emploie selon les saisons 250 000 à 350 000 ouvriers dans la ZAEZ[4]. La capacité de production de l'usine serait de 500 000 iPhone par jour[5].
- Yutong Bus : le Zhengzhou Yutong Industrial Park, mis en service en 1998, s'étend sur 112 ha et a produit 67 018 autobus et autocars en 2015 ; c'est le plus important site de fabrication de ce type de véhicules dans le monde.
- Zhengzhou Nissan : fabrique 240 000 véhicules (X-Trail et Venucia) par an.
- Haima Motor (groupe FAW) fabrique 300 000 véhicules automobiles par an.
- SAIC : une usine d'une capacité de 600 000 véhicules par an (marques Roewe et MG) doit entrer en service en 2020[6].
- Caterpillar (Zhengzhou) : fabrique des systèmes de support de toit hydrauliques pour les mines de charbon chinoises.

Zhengzhou concentre également les deux tiers de l'industrie chinoise des aliments surgelés, dont les entreprises Sanquan Foods et Synear Group.
La ville compte encore des usines spécialisées dans la fabrication de textiles, de boissons gazeuses, de cigarettes, d'engrais et dans la transformation de la viande.
En 2014, le PIB total a été de 678,3 milliards de yuans, et le PIB par habitant de 72 390 yuans.

## Climat
| Mois                                  | jan.          | fév.         | mars        | avril        | mai         | juin        | jui.       | août         | sep.        | oct.         | nov.          | déc.        | année          |
| ------------------------------------- | ------------- | ------------ | ----------- | ------------ | ----------- | ----------- | ---------- | ------------ | ----------- | ------------ | ------------- | ----------- | -------------- |
| Température minimale moyenne (°C)     | −3            | −0,3         | 4,9         | 10,8         | 16,5        | 21,3        | 23,8       | 22,6         | 17,4        | 11,4         | 4,4           | −1,1        | 10,7           |
| Température moyenne (°C)              | 1             | 4,3          | 10,1        | 16,6         | 22,3        | 26,7        | 27,8       | 26,4         | 21,8        | 16,1         | 8,9           | 3,1         | 15,4           |
| Température maximale moyenne (°C)     | 6,1           | 10           | 15,9        | 22,6         | 27,9        | 32,2        | 32,4       | 30,8         | 27,1        | 21,8         | 14,6          | 8,2         | 20,8           |
| Record de froid (°C) date du record   | −16,3 31/1990 | −17,9 1/1990 | −8,9 3/1958 | −1,4 3/1995  | 4 7/1979    | 10 2/1980   | 15 9/1976  | 11,9 30/2009 | 2,5 21/1960 | −1,5 30/1986 | −13,1 21/1993 | −12 9/1975  | −17,9 1/2/1990 |
| Record de chaleur (°C) date du record | 21 8/1979     | 25,2 5/1993  | 32,8 8/2013 | 38,7 30/2006 | 40,8 3/2020 | 42,5 8/2011 | 41 14/1986 | 40,1 12/1986 | 37,9 9/1997 | 35 7/1980    | 28,2 1/2003   | 23,8 3/1989 | 42,5 8/6/2011  |
| Ensoleillement (h)                    | 117           | 128,2        | 167,9       | 194,5        | 211,8       | 195,9       | 166,1      | 163,1        | 147,3       | 148,9        | 136,4         | 127,6       | 1 904,7        |
| Précipitations (mm)                   | 10,1          | 12,8         | 19,3        | 37           | 58,1        | 65,1        | 139,1      | 137,4        | 78,2        | 38,9         | 27,2          | 8,1         | 631,3          |
| Nombre de jours avec précipitations   | 3,8           | 4,1          | 5,3         | 5,7          | 6,5         | 7,3         | 10,8       | 10,3         | 8,5         | 6,3          | 5,4           | 3,3         | 77,3           |

| Diagramme climatique                                  |            |             |            |              |              |               |               |              |              |             |            |
| J                                                     | F          | M           | A          | M            | J            | J             | A             | S            | O            | N           | D          |
| 6,1−310,1                                             | 10−0,312,8 | 15,94,919,3 | 22,610,837 | 27,916,558,1 | 32,221,365,1 | 32,423,8139,1 | 30,822,6137,4 | 27,117,478,2 | 21,811,438,9 | 14,64,427,2 | 8,2−1,18,1 |
| Moyennes : • Temp. maxi et mini °C • Précipitation mm |            |             |            |              |              |               |               |              |              |             |            |

Le 19 mai 2025, Zhengzhou a subi un record de chaleur, à 41 °C, et au même moment 99 stations météorologiques à travers le pays étalaient ou dépassaient le maximum de température jamais enregistré en ce point pour un mois de mai.

## Population et société

### Démographie
La municipalité compte 9 378 000 habitants d'après le recensement de 2014, dont 4 784 000 habitants urbains (6 districts urbains + Xingyang), ce qui en fait la principale métropole de la province.

### Enseignement
- Université de Zhengzhou (zh)

### Langue
On y parle le dialecte de Zhengzhou du mandarin zhongyuan.

### Culte
La ville est le siège du diocèse catholique de Zhengzhou.

## Culture et patrimoine

### Lieux et monuments
Zhengzhou possède de nombreux monuments historiques, comme les bâtiments qui ont été construits durant la période d'Erligang, que certains archéologues considèrent comme une civilisation autonome ou l'un des lieux fondateurs de la dynastie Shang. On trouve à Zhengzhou le Musée du Henan, parmi les plus beaux et riches de Chine. La région étant celle des anciennes capitales de Chine, mais aussi propice aux inondations par le fleuve Jaune, de nombreux vestiges permettent de remonter le temps de l'histoire de Chine.
Situé à Dengfeng se trouve le célèbre temple Shaolin, connu dans le monde entier comme étant la source du kung-fu en Chine.

## Transports

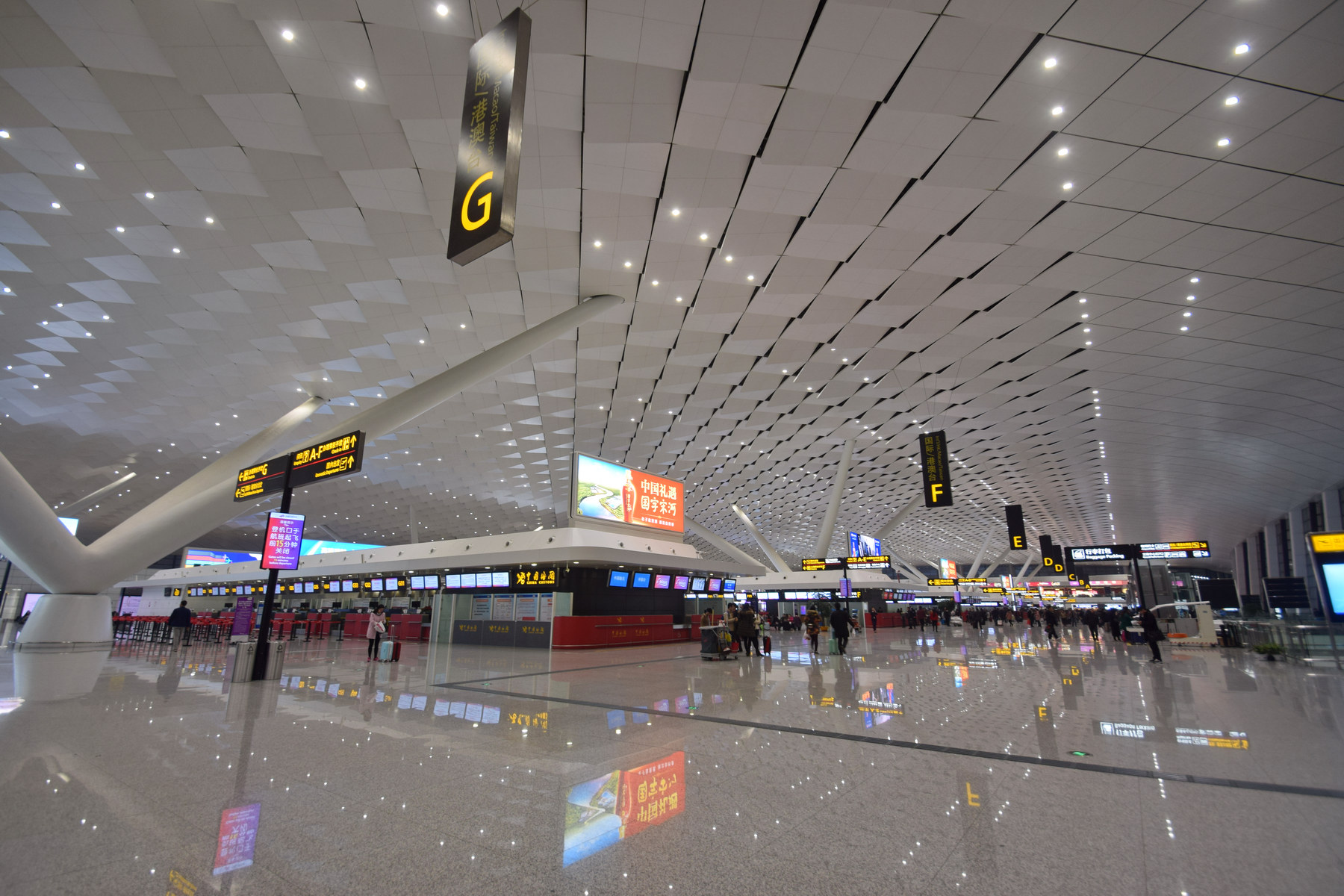
Terminal 2 de l'aéroport

### Aérien
L'aéroport international de Zhengzhou-Xinzheng (code AITA : CGO) dessert la ville de Zhengzhou.

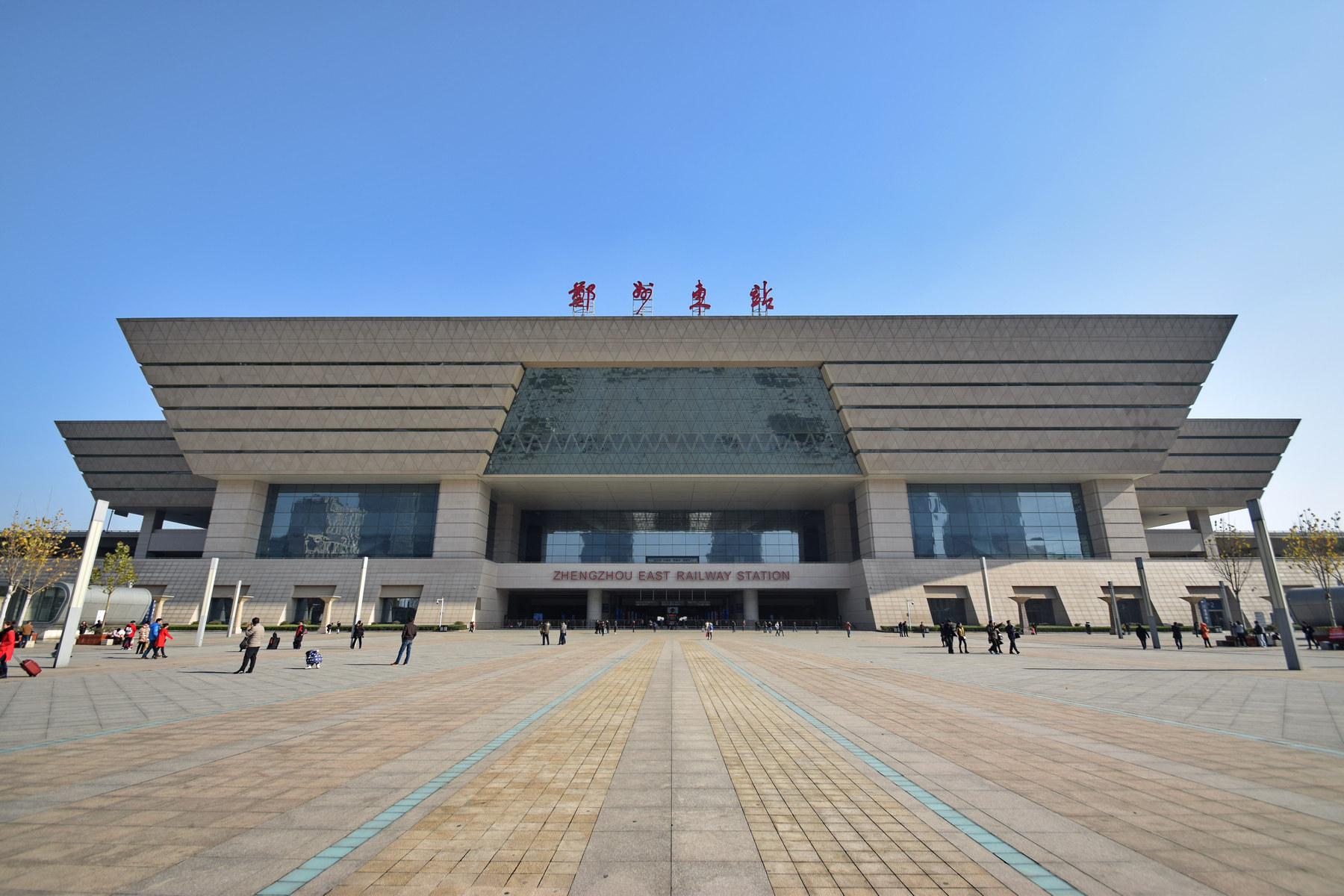
Gare ferroviaire de Zhengzhou-Est.

### Ferroviaire
Zhengzhou constitue un pôle important du réseau ferré chinois:
- Gare de Zhengzhou
- Gare de Zhengzhou Est pour les trains à grande vitesse.
- Gare de Zhengzhou Sud (en construction)

### Métro
Le métro de Zhengzhou dessert l'agglomération et possède actuellement cinq lignes de métro.

## Personnalités liées à la ville
- Du Fu, poète.
- Bai Juyi, écrivain.
- Deng Yaping, joueuse de tennis de table.
- Ning Zetao, nageur spécialiste des épreuves de nage libre.
- Liu Yang, la première femme astronaute chinoise.
- Zhang Sizhi, homme politique chinois.

## Jumelages
- Saitama (Japon) depuis 1981
- Richmond (États-Unis) depuis 1994
- Cluj-Napoca (Roumanie) depuis 1995
- Jinju (Corée du Sud) depuis 2000
- Mariental (Namibie) depuis 2001
- Irbid (Jordanie) depuis 2002
- Samara (Russie) depuis 2002
- Joinville (Brésil) depuis 2003
- Schwerin (Allemagne) depuis 2006
- Choumen (Bulgarie) depuis 2007
- Naples (Italie) depuis 2007
- Moguilev (Biélorussie) depuis 2007
- Antsiranana - Diego Suarez (Madagascar) depuis 2016
- Essaouira (Maroc) depuis 2020